# Xining
|  | No s'ha de confondre amb Xianning. |

Xining (xinès simplificat: 西宁, xinès tradicional: 西寧, tibetà: ཟི་ནིང་; pinyin: Xīníng, Wylie: Zi-ning), coneguda també com Sining, és una ciutat-prefectura, la capital de la província de Qinghai a l'oest de la República Popular de la Xina. És la ciutat més gran de l'altiplà tibetà.
La ciutat va ser un centre comercial al llarg del Corredor Hexi de la Ruta de la Seda del Nord durant més de 2000 anys, i va ser un reducte de la resistència de les dinasties Han, Sui, Tang i Song contra els atacs nòmades des de l'oest. Encara que durant molt de temps va formar part de la província de Gansu, Xining es va afegir a Qinghai el 1928. Xining té llocs d'importància religiosa per a musulmans i budistes, com ara la mesquita de Dongguan i el monestir de Ta'er. La ciutat es troba a la vall del riu Huangshui i, a causa de la seva gran altitud, té un clima fresc a la frontera entre fresc semiàrid i sec continental humit d'hivern. Està connectat pel ferrocarril Qinghai-Tibet amb Lhasa (Tibet) i connectat per un ferrocarril d'alta velocitat amb Lanzhou, Gansu i Ürümchi (Xinjiang).